# Županek
Županek je priimek v Sloveniji, ki ga je po podatkih Statističnega urada Republike Slovenije na dan 1. januarja 2025 uporabljalo 45 oseb in je med vsemi priimki po pogostosti uporabe uvrščen na 8.246. mesto. V Pomurski statistični regiji je na 30. mestu.

## Znani nosilci priimka
- Bernarda Županek, arheologinja
- Janoš Županek (1861–1951), nabožni pisatelj
- Mihael Županek (1830–1905), nabožni pisatelj, vojak
- Tatjana Županek, raziskovalka
- Vilmoš Županek (1897–1978), župan, nabožni pisatelj